# ابهرک
ابهرک روستایی از توابع بخش آسارا شهرستان کرج در استان البرز ایران است. ساکنین ابهرک تات‌زبان هستند و تاتی را با گویش طالقانی صحبت می‌کنند.

## جمعیت
این روستا در دهستان آدران قرار دارد و براساس سرشماری مرکز آمار ایران در سال ۱۳۹۵ جمعیت آن ۹۰ نفر (۲۷ خانوار بوده است).